# Maher Shalal Hash Baz
Maher Shalal Hash Baz (MSHB) ist das künstlerische Alter Ego des japanischen Musikers und Komponisten naiver Musik Tōri Kudō (jap. 工藤冬里 Kudō Tōri). Der Name ist dem Buch Jesaja der Bibel entnommen. In Jes 8,1-4  bedeutet es sinngemäß „Sei schnell, wenn Du etwas stiehlst!“ (Übersetzung nach Tōri Kudō: “Be quick if you steal something”).
Tōri Kudō spricht nur ausweichend über Details seines Lebens vor MSHB. Er war Mitglied einer schattenhaften, revolutionären Partei in Japan, gab seine Verbindungen zur Politik jedoch auf, nachdem er den Zeugen Jehovas beitrat. Er arbeitet außerdem als Keramiker.
Nach eigenen Angaben kommt er vom klassischen und Jazz-Piano, spielte Orgel in einer protestantischen Kirche. Weitere musikalische Einflüsse sind T. Rex und der Saxophonist Steve Lacy.
Als sie nach Tokio gingen, schlossen er und seine Frau Reiko sich einer Band namens Worst Noise an. Nachdem die übrigen Mitglieder die Band verlassen hatten, blieben nur noch Tōri und Reiko, die sich fortan schlicht Noise nannten. Unter diesem Namen veröffentlichten sie ein Album mit dem Titel Emperor.
Der Impuls zu MSHB kam, als Tōri den Euphonium-Spieler Hirō Nakazaki auf einer Baustelle traf und sie ihr gemeinsames Interesse an der Musik von Mayo Thompson und Syd Barrett entdeckten.
Die Besetzung ist wechselnd, abgesehen vom Kern-Trio (Tōri als Gitarrist und Sänger, Reiko als Sängerin und Hirō – ausschließlich – am Euphonium).
Nach einigen selbstveröffentlichten Kassetten-Alben brachte das japanische Label Org Maher Goes To Gothic Country und das 83 Titel umfassende Box-Set Return Visit To Rock Mass heraus. Der Bekanntheitsgrad der Band außerhalb Japans stieg bedeutend, als Stephen McRobbie (The Pastels) ihnen bei Geographic Music, einem Sub-Label von Domino Records, einen Vertrag besorgte. MSHB veröffentlichten dort zwei Alben: Die Compilation From A Summer To Another Summer (An Egypt To Another Egypt) und das 41 Titel umfassende Album Blues Du Jour. Ferner veröffentlichten sie zahlreiche Singles und EPs auf verschiedenen Labels.
Tōri Kudō weigert sich standhaft, den Sound seiner Band zu definieren, obschon er in einem Interview mit Tim Footman im Magazin Careless Talk Costs Lives (August 2002) erklärte: „Ich bin ein Punk“. Zudem sind Elemente aus dem Folk, Psychedelik und Free Jazz vorhanden; und die Neigung der Band, Leute aus dem Publikum aufzufordern, bei den Konzerten mitzumachen, fügt Risikofreude hinzu.
Vielleicht stammt die beste Beschreibung vom Cover-Text des eigenen Albums From A Summer To Another Summer: “Error in performance dominates MSHB cassette which is like our imperfect life.” (frei übersetzt: "„Der Fehler in der Ausführung bestimmt die MSHB-Kassette, gleich unserem unvollkommenen Leben“).

## Diskografie
- Maher Shalal Hash Baz – Maher Goes To Gothic Country (Org; 1991)
- Maher Shalal Hash Baz – Return Visit To Rock Mass (Org; 1996; 83 Track Box-Set)
- Maher Shalal Hash Baz – Souvenir De Mauve (Majikick; 1999; EP)
- Maher Shalal Hash Baz – From A Summer To Another Summer (An Egypt To Another Egypt) (Geographic; 2000; 2-LP)
- Maher Shalal Hash Baz / The Curtains – Make Us Two Crayons On The Floor (Yik Yak; 2000; CD)
- Maher Shalal Hash Baz – Maher On Water (Geographic; 2002; 10-inch / CD-Single)
- Maher Shalal Hash Baz – Blues Du Jour (Geographic; 2003; CD / LP)
- Maher Shalal Hash Baz – Open Field (Geographic; 2003; CD-Single)
- Maher Shalal Hash Baz – Faux Depart (Yik Yak, 2004)
- Maher Shalal Hash Baz – Live Aoiheya January 2003 (Chapter Music; 2005; Mini-CD)
- Maher Shalal Hash Baz – How's Your Bassoon, Turquirs (Geographic; 2006; 7-inch)
- Bill Wells and Maher Shalal Hash Baz – Osaka Bridge (Karaoke Kalk; 2006; CD / LP)